# Phare de Kaap St Marie
Le phare de Kaap St Marie est un phare actif situé à Sint Willibrordus, un village au nord-ouest de Willemstad (île de Curaçao), Territoire néerlandais d'outre-mer des Pays-Bas.
Il est géré par la Curaçao Ports Authority à Willemstad.

## Histoire
Le phare, qui a été réactivé, est situé près du parc des réservoirs pétroliers du port de l'île, à environ 12 km au nord-est de Willemstad.

## Description
Ce phare est une tour métallique pyramidale  à claire-voie, avec une galerie et balise moderne de 6,5 m de haut. Le phare est peint en rouge. Il émet, à une hauteur focale de 12,5 m, deux éclats blancs par période de 6 secondes. Sa portée est de 9 milles nautiques (environ 17 km).
Identifiant : ARLHS : NEA-004 - Amirauté : J6374 - NGA : 110-15968 .

### Lien connexe
- Liste des phares du Territoire néerlandais d'outre-mer
- List of lighthouses in Curaçao (en)